# Pascual Pérez
Pascual Nicolás Pérez (4. marts 1926 i Tupungato, provinsen Mendoza – 22. januar 1977) var en argentinsk bokser. Pascual Pérez var den første argentinske verdensmester i boksning.
Som amatør vandt Pérez det latinamerikanske mesterskab i vægtklassen fluevægt i 1946. Han deltog endvidere i de olympiske lege i 1948 i London. Pérez blev olympisk mester i boksning under OL 1948 i London, hvor han vandt guld i fluevægt. I finalen besejrede han italienske Spartaco Bandinelli.
Pérez debuterede som professionel i december 1952, og vandt i sin 7. kamp det argentinske mesterskab i fluevægt. Pérez var en hårdtslående bokser, og ubesejret efter 24 kampe fik Pérez den 26. november 1956 en kamp om verdensmesterskabet mod japaneren Yoshio Shirai. Pérez vandt kampen på point, og var herefter verdensmester. Han forsvarede titlen med succes 10 gange inden han den 16. april 1960 tabte en VM-kamp i Bangkok mod den lokale Pone Kingpetch på point med dommerstemmerne 1-2. I den efterfølgende returkamp i Los Angeles blev Pérez dog stoppet i 8. omgang af thailænderen.
På trods af, at Pérez efter tabet af VM-titlen boksede en lang række kampe uden nederlag, fik Pérez ikke chancen for endnu en titelkamp. Han opnåede i 1963 en rekordliste med kun 3 nederlag i 86 kampe, inden han i de sidste par kampe i karrieren tabte til en række yngre boksere. Sidste kamp i karrieren var et nederlag i 1964, hvorefter Pérez trak sig tilbage med en rekordliste på 92 kampe, hvoraf 84 blev vundet (57 på KO), 7 tabt (3 før tid) og 1 uafgjort.
Pérez anses for en af de bedste argentinske boksere gennem tiderne. Han blev inkluderet i International Boxing Hall of Fame i 1995.